# Илинденски лист (1935 – 1943)
Вижте пояснителната страница за други значения на Илинденски лист.
„Илинденски лист“ (изписване до 1945 година: Илинденски листъ) е български годишен вестник, издаван от Илинденската организация на македонската емиграция в София, България, от 1935 до 1943 година на Илинден, 2 август по случай годишнината от Илинденско-Преображенското въстание от 1903 година.
В 1935 година излизат 2 броя. Първият като извънредно издание на Илинденската организация по случай годишнината на Илинденското въстание под редакцията на Христо Шалдев. Печатан е в печатница „Стопанско развитие“ и струва 2 лева. Помества статии и стихове. В него публикуват Теодор Траянов, Лазар Томов. Вторият като Издание на Ръководното тяло на Илинденската организация по случай годишнината от въстанието. Печатан е в печатница „Гутенберг“ в 5000 тираж и струва 2 лева. Всички останали са с подзаглавие Издание на Ръководното тяло на Илинденската организация по случай годишнината от въстанието, като последните три са под редакцията на Кирил Христов Совичанов. Броевете от 1936 и 1937 г. се печатат в печатница „Стопанско развитие“, а останалите в „Пирин“.